# Somianka
Somianka [pronunciación en polaco: /sɔˈmjanka/] es un pueblo ubicado en Wyszków Condado, Voivodato de Mazovia, en el este de Polonia central. Es el asiento del gmina (distrito administrativo) llamado Gmina Somianka. Se encuentra aproximadamente a 12 kilómetros al oeste de Wyszków y a 44 kilómetros al noreste de Varsovia.
El pueblo tiene una población de 510 habitantes.